# François-Joseph Gossec
François-Joseph Gossec född 17 januari 1734 i Vergnies (i nuvarande Hainaut), död 16 februari 1829 i Passy (numera stadsdel i Paris), var en belgisk-fransk kompositör.
Gossec var från 1751 verksam i Paris, där han 1770 grundade Concerts des amateurs och 1784 École royale de chant, vilken 1795 uppgick i Conservatorie de musique, och i vars direktion Gossec blev medlem. Gossec vann särskilt uppskattning genom sina operor Les pêcheurs (1766, uppförd i Stockholm 1789 under titeln Skärgårdsflickan) samt körverk, bland annat revolutionshymner.
Gossec hade bland annat Bernhard Crusell som elev. Han betraktas ibland som den franska symfonins fader.

## Verk (Urval)

### För orkester
- Sei sinfonie a più strumenti, Op.4 (1759)
- Sei sinfonie a più strumenti, Op.5 (1761)
- Sex Symfonier, Op.6 (1762)
- Sex Symfonier för stor orkester, Op.12 (1769)
- Två Symfonier (1773)
- Symfoni Nr.1 (cirka 1771-1774)
- Symfoni Nr.2 (cirka 1771-1774)
- Symfoni i F-dur (1774)
- Symphonie de chasse (1776)
- Symfoni i D-dur (1776)
- Symfoni i D-dur (1777)
- Sinfonia Concertante Nr.2 i F-dur (1778)
- Symfoni i C-dur för blåsorkester (1794)
- Symfoni i F-dur för 17 stämmor (1809)

### Kammarmusik
- Sex sonater för två violiner och basso, Op.1 (cirka 1753)
- Sex duetter för två violiner, Op.7 (1765)
- Sex trios för två violiner, bas och horn ad lib., Op.9 (1766)
- Sex kvartetter för flöjt, violin, viola och bas, Op.14 (1769)
- Sex kvartetter för två violiner, viola och bas, Op.15 (1772)

### Operor
- Le tonnelier, opéra comique (1765)
- Le faux Lord, opéra comique (1765)
- Les pêcheurs, opéra comique en 1 act (1766)
- Toinon et Toinette, opéra comique (1767)
- Le double déguisement, opéra comique (1767)
- Les agréments d'Hylas et Sylvie, pastorale (1768)
- Sabinus, tragédie lyrique (1773)
- Berthe, opera (1775, not extant)
- Alexis et Daphné, pastorale (1775)
- Philémon et Baucis, pastorale (1775)
- La fête de village, intermezzo (1778)
- Thésée, tragédie lyrique (1782)
- Nitocris, opera (1783)
- Rosine, ou L'éposue abandonnée, opera (1786)
- Le triomphe de la République, ou Le camp de Grandpré, divertissement-lyrique en 1 acte, (Chénier) (1794)
- Les sabots et le cerisier, opera (1803)

### Vokala verk
- Messe des morts (Requiem) (1760)
- La Nativité, oratorium (1774)
- Te Deum (1779)
- Te Deum à la Fête de la Fédération för tre röster, manskör och blåsorkester (1790)
- Hymne sur la translation du corps de Voltaire au Panthéon för tre röster, manskör och blåsorkester  (1791)
- Le Chant du 14 juillet (Marie-Joseph Chénier) för tre röster, manskör och blåsorkester  (1791)
- Dernière messe des vivants, för fyra röster, kör och orkester (1813)